# Numerus Peditum Singularium Britannicianorum
Il Numerus Peditum Singularium Britannicianorum era un'unità ausiliaria romana. È riportata in molti diplomi militari, iscrizioni e bolli in laterizio.
Il nome dell'unità è cambiato più volte nel corso degli anni. Nei diplomi viene inizialmente indicato come Pedites Britannici o Pedites Singulares Britannici (o. Britanniciani) e più recentemente come Vexillatio Peditum Singularium Britannicianorum. Mentre nelle iscrizioni del III Secolo è principalmente indicato come Numerus Singularium Britannicianorum. Altre abbreviazioni del nome appaiono su diversi bolli laterizi.

## Assegnazione del nome ai componenti
- Peditum (nom. pĕdĕs) : dei fanti.
- Singularium (nom. singŭlāres) : il corpo di soldati scelti per la guardia imperiale
- Britannicorum (nom. Brĭtannĭcus): dalla provincia della Britannia. Quando l'unità fu istituita, i soldati del numerus furono distaccati dalle truppe di stanza nella provincia della Britannia.
- Antoninianus : l'Antoniniano. Un titolo onorifico che fa riferimento a Caracalla (211-217). L'aggiunta forse è stata inserita nell'iscrizione ( AE 2003, 1513 )[4][5][6].

- Philippiani : il filippino. Un titolo onorario che si riferisce a Filippo l'Arabo (244–249). L'aggiunta si vede nell'iscrizione ( CIL III, 12573 ).

## Storia
L'unità fu di stanza rispettivamente nelle province della Mesia superiore e della Dacia. È elencata nei diplomi militari per gli anni 103-106 e 179 d.C..
La prima testimonianza dei Pedites Singulares Britannici nella Mesia Superior si basa su un diploma datato 103/106. In questo diploma l'unità è elencata come parte delle forze armate romane in Mesia che erano di stanza nella provincia. Un altro diploma, datato 103/107, attesta l'unità nella stessa provincia.
La prima testimonianza in Dacia si basa su diplomi risalenti all'anno 110. In questi diplomi, l'unità è elencata come parte delle forze armate romane in Dacia che erano di stanza nella provincia. Ulteriori diplomi, che vanno dal 113/114 al 179, provano l'unità nella stessa provincia (o dal 123 in Dacia superiore).
L'ultima prova del numerus si basa sull'iscrizione ( CIL III, 12573 ), datata 245.

## Posizioni
Le posizioni del numerus nella Dacia Superior erano:.
- Germisara (Cigmău): Diverse iscrizioni e i bolli laterizi sono stati trovati qui N (umerus) B (ritannicorum) ( AE 1967, 00412a ), N (umerus) P (editum) S (ingularium) ( AE 1967, 00412c ), N (umerus) S (ingularium) B (ritannicianorum) e S (ingulares) P (edites) B (ritannici) ( AE 1967, 00412d ).

## Membri del numero
Sono noti i seguenti membri del numerus:.

### Comandanti
| - C (aius) Val (erius) Valent [inus], un tribuno ( AE 2003, 1513 ). Fu anche tribuno della Legio XIIII Gemina. - T (itus) Fab (ius) Aquileiensis, un tribuno ( AE 1971, 385, AE 1992, 1487 ) | - Ulp (ius) Max [i] meno, un praepositus (ufficiale, comandante, generale) del numerus e centurione della Legio V Macedonica ( AE 1967, 410 ) |

### Altri
| - M (arcus) Au (relius) Calpurnianus, un centurione (IDR-3-3,219) | - P (ublius) Aelius Marcellinus, a Signifer e Questor ( CIL III, 1396 ) |